# Temisone di Laodicea
Temisone di Laodicea (Laodicea, I secolo a.C. – ...) è stato un medico greco antico, il fondatore della scuola metodica di medicina e uno dei più eminenti medici del suo tempo.

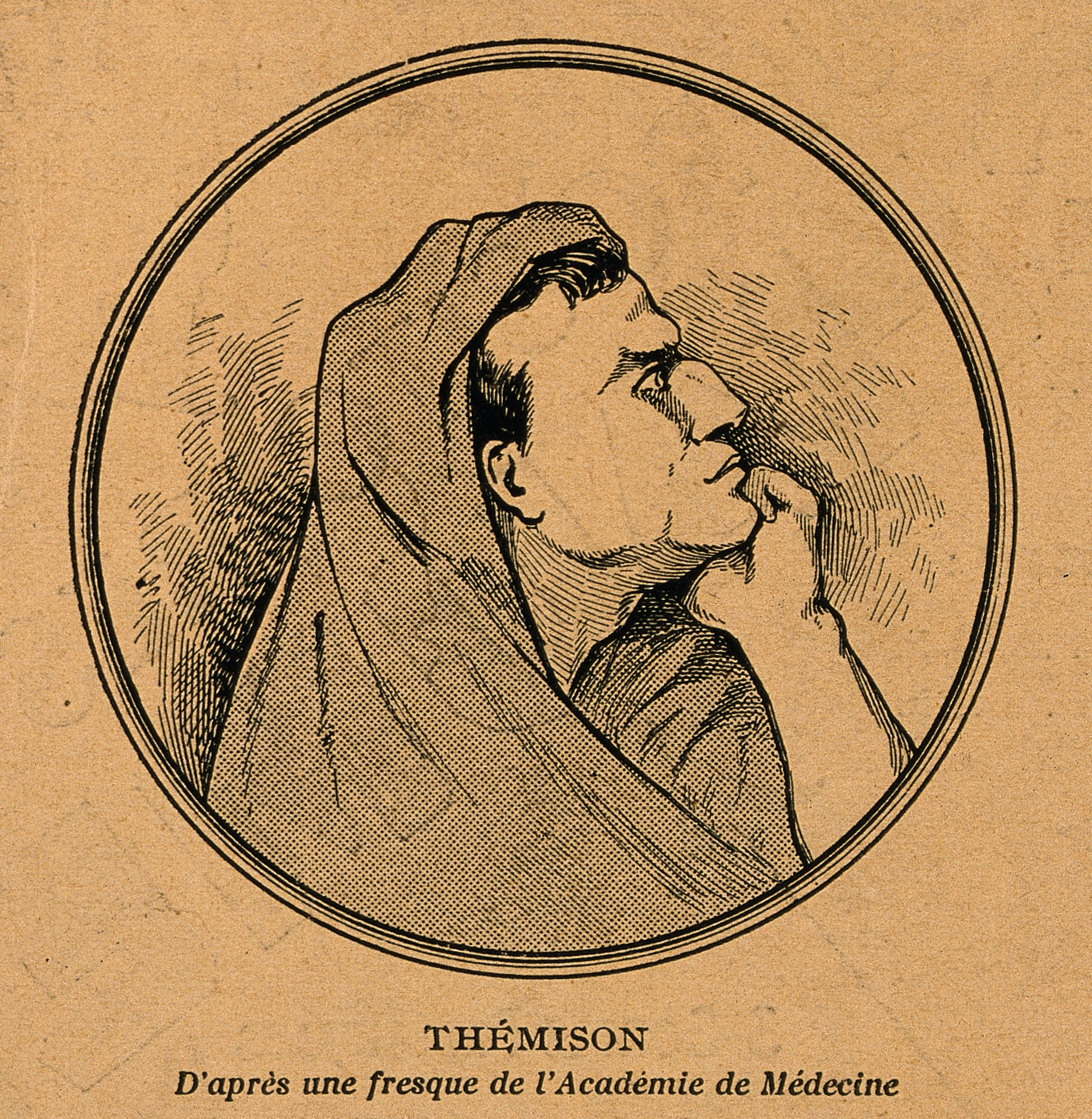

Nativo della città siriana di Laodicea, e allievo di Asclepiade di Bitinia, niente altro ci è noto in merito agli eventi della sua vita, tranne il fatto che egli sembra abbia viaggiato moltissimo, e pare sia stato anche a Creta e a Milano. Non si sa nemmeno se abbia visitato Roma, benché sia abbastanza probabile che l'abbia fatto. A tarda età il suo pensiero divergeva sotto molti aspetti da quello del suo maestro, fondando così una nuova setta chiamata scuola metodica (Methodici), la quale esercitò una grande influenza sulla scienza medica. Scrisse diverse opere mediche, ma non si sa in quale lingua, delle quali restano solo i titoli e pochi frammenti, conservati principalmente da Celio Aureliano:
- Libri Periodici;
- Epistolae in almeno nove libri;
- Celeres Passiones in almeno due libri;
- Tardae Passiones in almeno due libri;
- Liber Salutaria;
- De Plantagine.
Forse è stato il primo medico a fare uso di sanguisughe, e si racconta abbia contratto l'idrofobia guarendone. Eudemo e Proclo, a quanto si dice, sembra siano stati seguaci (in latino sectatores) di Temisone, il che può solo voler dire che essi appartenessero alla scuola metodica.
Temisone è inoltre citato da Sorano, mentre Giovenale satirizza un medico di nome Temisone, ma non si sa sia proprio Temisone di Laodicea o qualche suo contemporaneo.